# Theodor Josef Ethofer

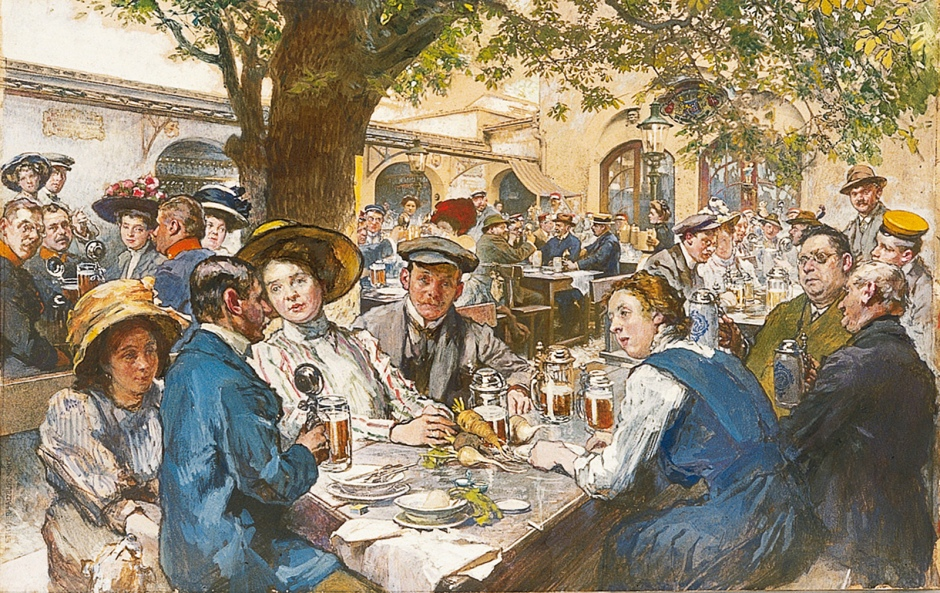
Der Stieglkeller in Salzburg

Theodor Josef Ethofer (* 29. Oktober 1849 in Wien-Leopoldstadt; † 24. Oktober 1915 in Baden bei Wien) war ein österreichischer Maler.
Theodor Ethofer studierte Malerei an der Akademie der Bildenden Künste Wien bei Carl Wurzinger. Den Zeitraum von 1872 bis 1887 verbrachte er in Italien, besuchte u. a. Venedig, Florenz, Rom, Neapel, sowie Sizilien, Spanien und Tunis. Nach einem Aufenthalt in Wien ließ er sich 1898 in Salzburg nieder, wo er im Künstlerhaus ein Atelier besaß.
Theodor Ethofer malte hauptsächlich Genrebilder und Städteansichten, nahm an vielen Kunstsalons teil. Seine Malerei war von den Werken August von Pettenkofen beeinflusst. In Salzburg schuf er viele Bilder mit den Darstellungen dortiger Volkstrachten. Bereits am 5. Mai 1897 hatte er von Großherzog Ernst Ludwig von Hessen das Ritterkreuz I. Klasse des Verdienstordens Philipps des Großmütigen verliehen bekommen.

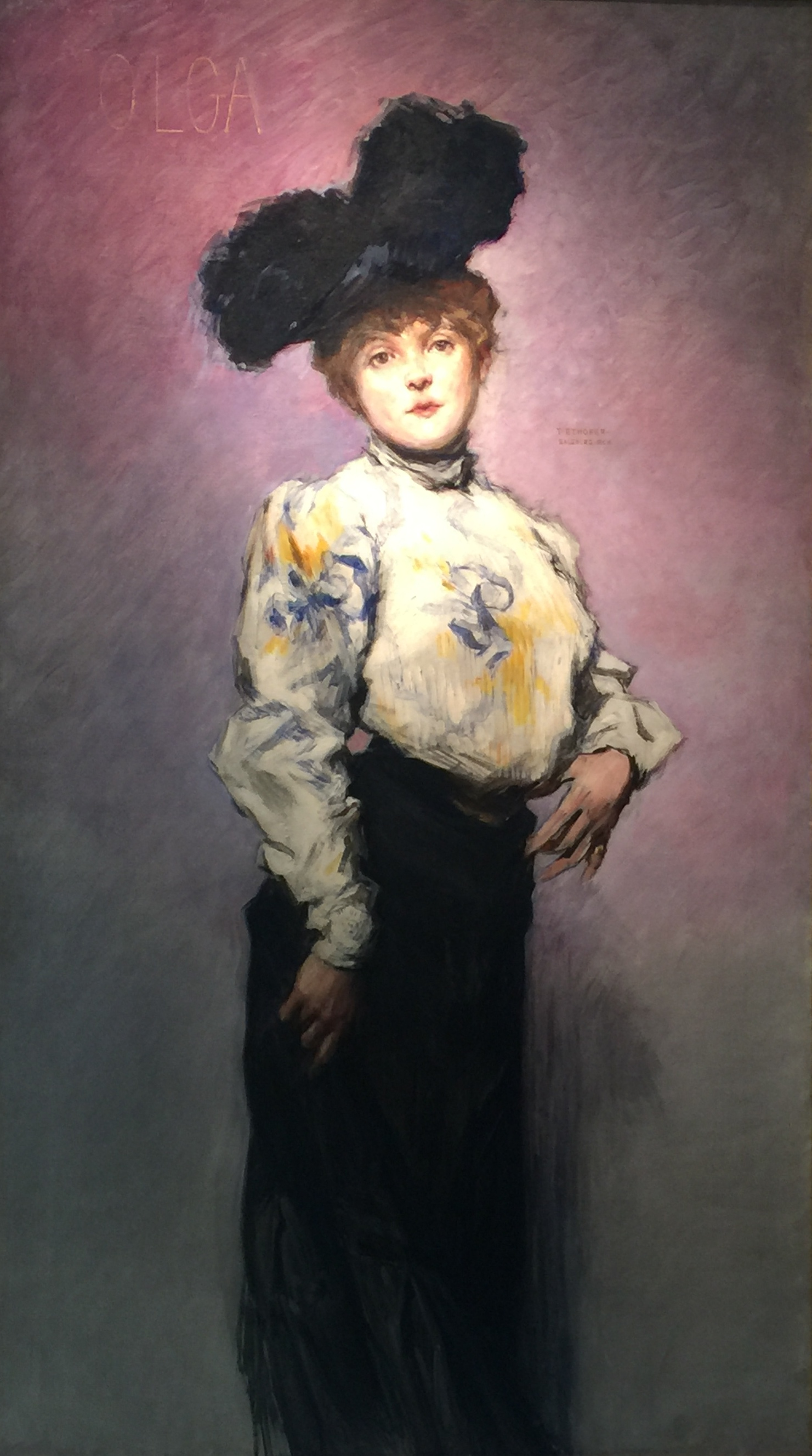
Olga
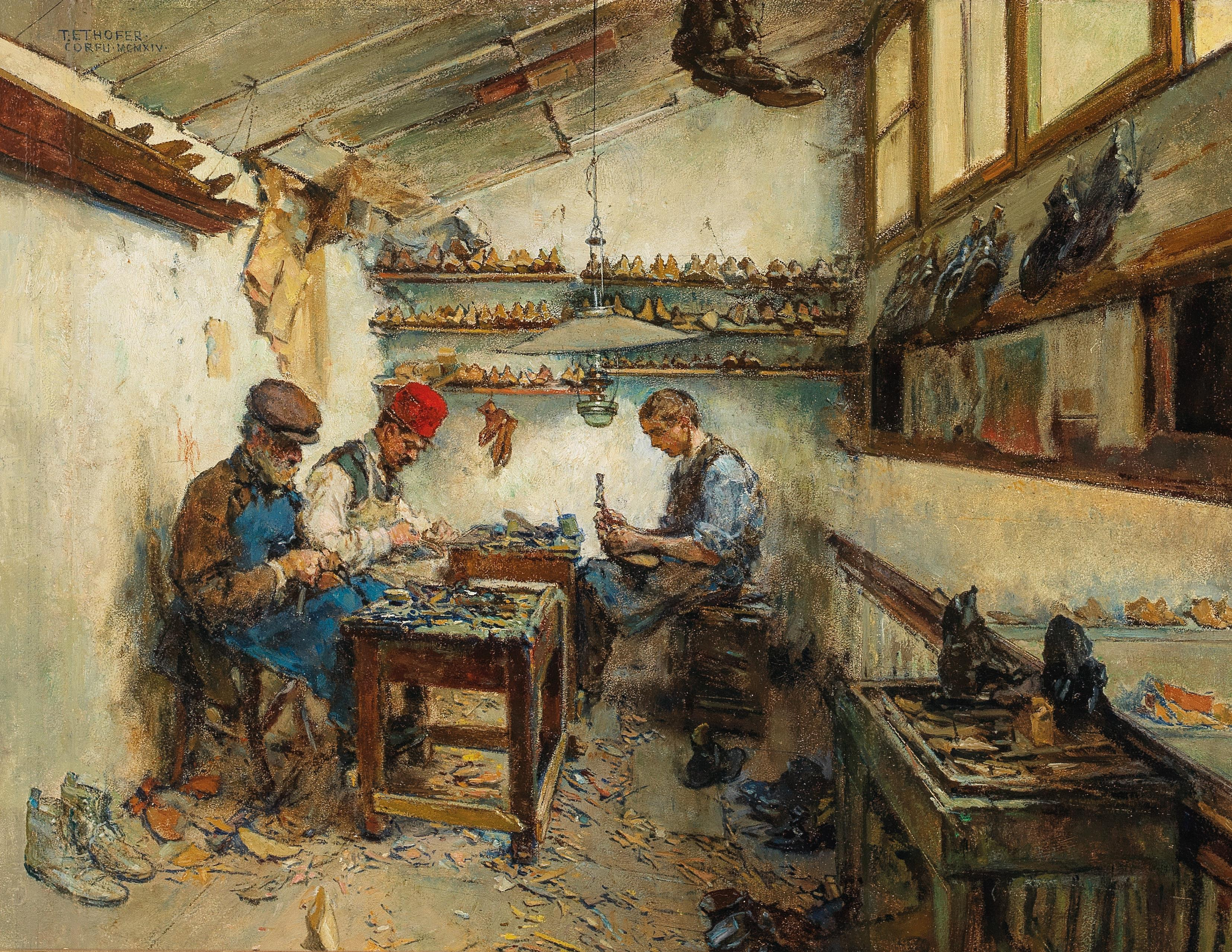
Schusterwerkstatt
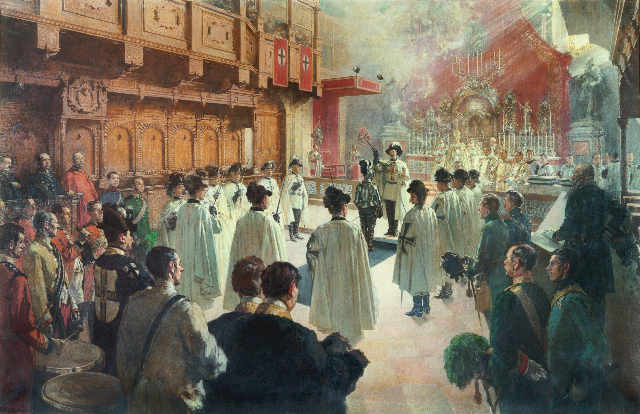
Der Ritterschlag des Grafen Boos-Waldeck
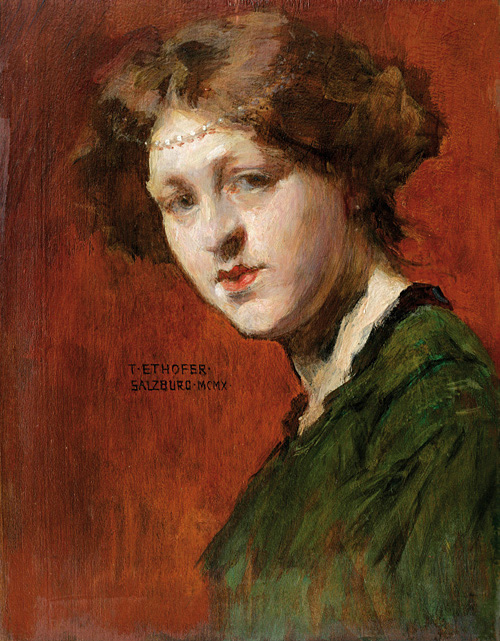
Dame mit Perlen im Haar